# Jereslavec
Jereslavec – wieś w Słowenii, w gminie Brežice. W 2018 roku liczyła 149 mieszkańców.